# جيري هنت
جيري هنت (بالإنجليزية: Jerry Hunt)‏ هو فنان صوت ‏ وملحن أمريكي، ولد في 30 نوفمبر 1943 في واكو في الولايات المتحدة، وتوفي في 27 نوفمبر 1993 في كانتون في الولايات المتحدة بسبب تسمم بأحادي أكسيد الكربون.